# DJ Falk

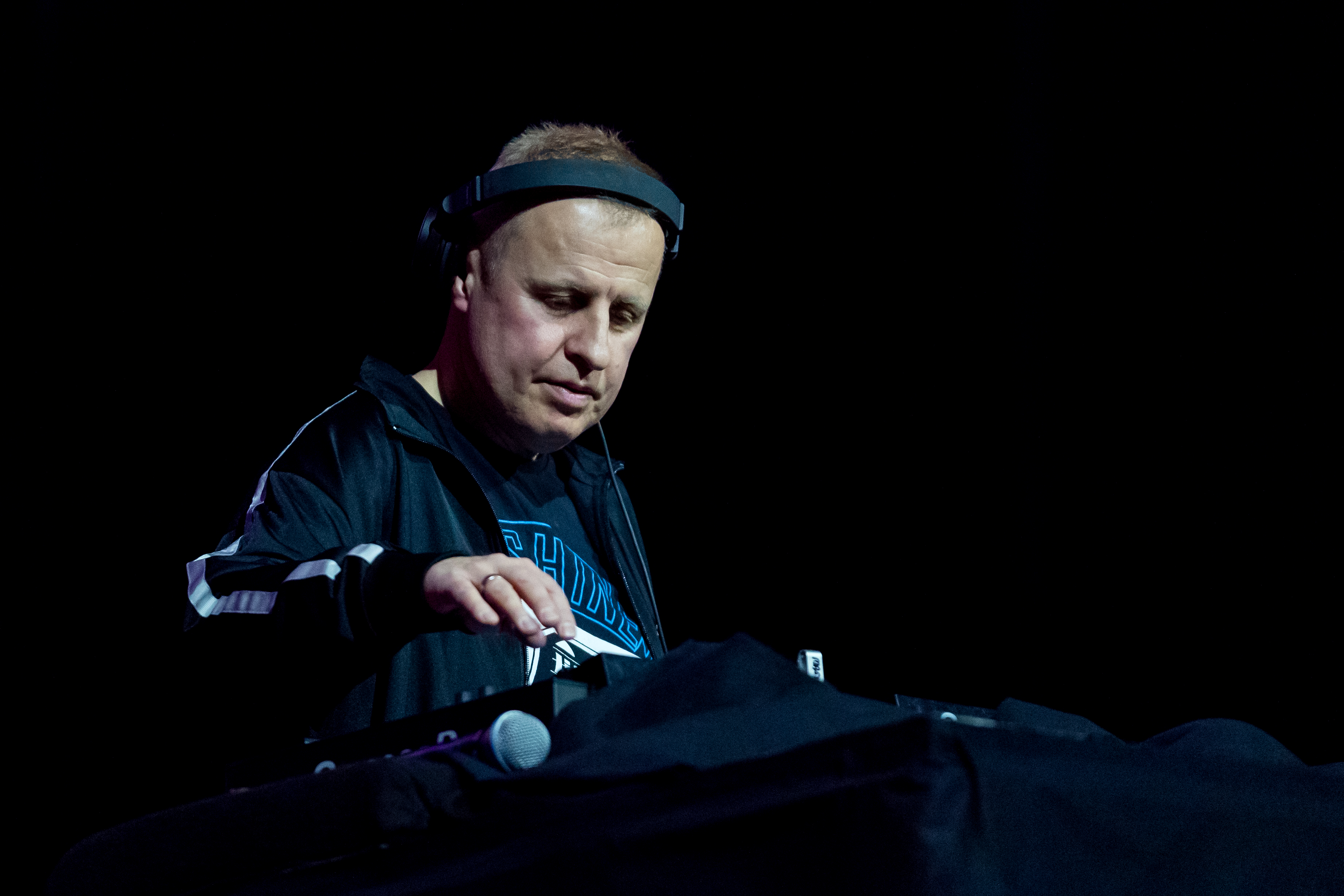
DJ Falk bei Sunshine live „Die 90er – Live on Stage“ (2024)

Jarle Falk Reiss (* April 1967 in Lørenskog), besser bekannt als DJ Falk, ist ein norwegischer Diskjockey, Sänger und Songwriter. Er ist bekannt für seine spektakulären Lasershows und sein Remixing auf der Bühne.

## Biografie
In seinem ersten Lebensjahr wohnte er in Nesodden außerhalb von Oslo, zog im Alter von fünf Jahren nach Gjøvik, wo er bis 1987 lebte. Danach zog er nach Østre Toten, bevor er schließlich nach Nordnorwegen zog. DJ Falk ist seit 1987 professioneller DJ. Sein größter Auftritt bisher fand vor rund 180.000 Zuschauern statt. Im September 1996 startete er während eines Auftritts im House of Longyearbyen auf Spitzbergen sein Trance/Dance-Projekt The Arctic Dance Experience.
Sein Musikstil wird laut eigenen Aussagen vor allem durch die Natur Svalbards geprägt, jedoch ebenso durch einen Flugzeugunfall in den Opera Mountains, welcher sich nur eine Woche bevor er selbst die Strecke flog, ereignete. Sein Debüt-Album The Arctic Dance Experience wurde im Mai 2008 veröffentlicht, zuerst als Download, im Herbst auch als CD beim Label Hot Club Records. In den Jahren 2007 und 2008 veranstaltete er Lasershows in Vesterålshallen, auf den Lofoten und auf Vesterålens größter Computer-Party, love lan, bei welcher er außerdem als Moderator für den Wettbewerb zuständig war. In der Nacht des 17. Mai 2010 spielte er in Hall Hadsel, wo die 'Northern Lights Tour 2010' begann, bei welcher DJ Microv, DJ Frank und die Vengaboys mitwirkten.
DJ Falk wohnt derzeit in Stokmarknes in Norwegen.

## Diskografie

### Alben
- 2008: The Arctic Dance Experience (9700 Exemplare)
- 2008: Dj-Falk Live from Vesterålshallen Livemix (6900 Exemplare)
- 2010: Dj-Falk Live from Warsaw Livemix (200 Exemplare)
- 2012: Urban Landscapes (9000 Exemplare)

### Singles
- 1996: Unknown
- 1997: Self Control Dj_Falk Mix
- 1999: Millennium children
- 1999: Hymn to Elin
- 2007: Northern Lights
- 2008: Heile Nettet
- 2008: Heile Nettet (Rock solid mix)
- 2008: Skywalking
- 2008: Atmosphere
- 2008: Counterstrike
- 2008: Dj-Falk Live from Vesterålshallen
- 2008: Fetish
- 2008: Latino Summer chill
- 2008: Hall of the mountainking
- 2012: Æ må dø
- 2012: Heile Nettet 2012
- 2012: Heile Nettet 2012 (Rock solid mix)